# Univadis
univadis®（ユニバディス®）とは、米国メルク（Merck & Co., Inc.）社が運営する医療関係者向けの会員制医療情報サイト「univadis.com」である。日本では米国メルクの日本法人である、MSD (Merck Sharp & Dohme) 株式会社が日本語版「univadis.jp」を運営している。中立的・学術的な医療情報を掲載することを特徴としている。現在、世界35カ国、60万人の医療関係者に広く活用され、高く評価されている。

## 名前の由来
uni（ユニ）とは、ラテン語で「共に」という意味で、vadis（バディス）とは「歩く」という意味である。医療関係者と共に歩くという意味で名づけられた。